# 경마장 가는 길
《경마장 가는 길》은 1991년에 개봉한 대한민국의 영화이다. 작가 하일지의 동명 소설을 원작으로 하였다.

## 줄거리
프랑스에서 유학을 마치고 돌아온 R은 그곳에서 동거했던 J라는 여자와 만난다. 그러나 어쩐일인지 J는 R과의 섹스를 거부하고, 화가 난 R은 대구로 내려온다. 늙은 부모와 가족, 성격이 맞지 않는 아내 등, R은 열악한 현실에서 직면하게 되고, 시간강사직을 맡게되면서 서울-대구를 내왕한다. 서울에 올때마다 J를 만나지만, J는 프랑스가 아니라는 이유를 들어 섹스를 거부하고 R은 정신적 육체적으로 점점 지쳐간다.

## 등장인물
- 강수연 - J
- 문성근 - R
- 김보연 - R의 아내
- 윤일주 - R의 아버지
- 권일정 - R의 어머니
- 이인옥 - R의 누나
- 나갑성 - R의 매형
- 김선경 - R의 여동생 (명자)
- 임정미 - R의 여동생 (순자)
- 임은경 - R의 딸
- 서평석 - R의 사촌형
- 홍석연 - R의 매제
- 신지원 - 마도모아 젤 김
- 문미봉 - 다방 손님
- 김경란 - 시골 아낙네
- 이은정 - 술집 여종업원
- 김태희 - 전도사

## 스텝
- 감독/각본 : 장선우
- 연출부 : 정병각, 문명희, 구성주, 이재덕, 김복근, 최진, 이범형
- 원작 : 하일지
- 기획 : 이태원
- 촬영부 : 김성복, 이재호, 박용수, 김성훈
- 촬영 : 유영길
- 조명 : 김동호
- 조명부 : 원명준, 조성각, 이재명, 이종관
- 스틸 : 양기주
- 제작부 : 김성룡, 조경환
- 제작상무 : 전융행
- 녹음 : 이영길, 김경일
- 음악 : 김수철
- 미술 : 김유준
- 분장 : 홍동은
- 의상 : 미스지콜렉션
- 미용 : 조경애
- 편집 : 김현
- 네가편집 : 경민호
- 옵티컬 : 윤종두
- 녹음부 : 김원용, 김탄영, 김동의, 강봉성
- 특수촬영 : 윤종두
- 색보정 : 김승호
- 보조출연 : MTM
- 사진 : 구본창
- 효과 : 양대호